# Seseli laticalycinum
Seseli laticalycinum är en växtart i släktet Seseli och familjen flockblommiga växter.
Arten är en perenn ört som förekommer i Hebei, sydvästra Shanxi och västra Henan i Kina. Den beskrevs först som Libanotis laticalycina av Ren Hwa Shan och Men Lan Sheh 1983, och fick sitt nu gällande namn av Michail Pimenov 1999.